# 比爾吉施

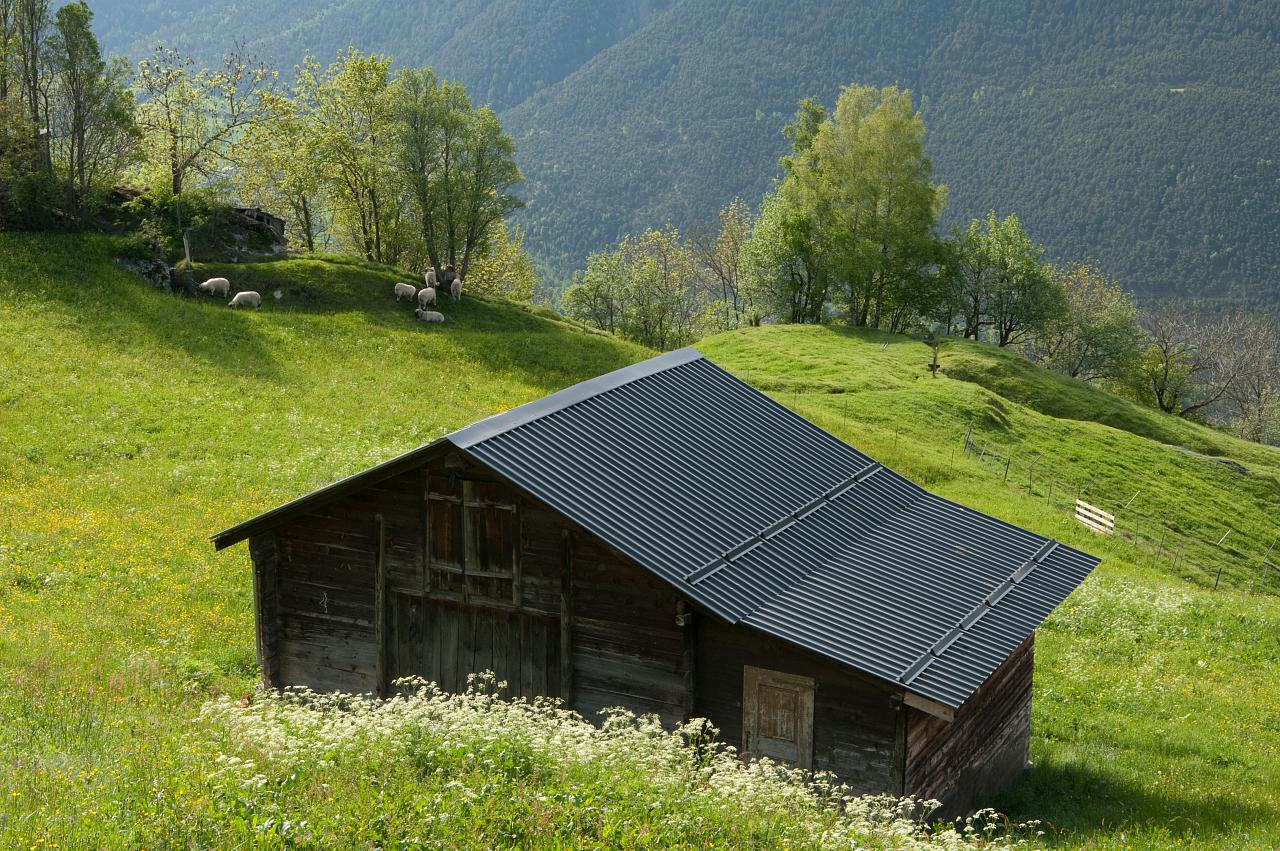

比爾吉施是瑞士的前城鎮，位於該國南部，由瓦萊州負責管轄，面積5.7平方公里，海拔高度1,093米，2010年人口241，九成人口信奉羅馬天主教，人口密度每平方公里42人。2013年1月1日，比尔吉施和蒙德的前市镇合并为纳特斯市镇。
1. ↑  Nomenklaturen – Amtliches Gemeindeverzeichnis der Schweiz 的存檔，存档日期2015-11-13. （德語） accessed 9 February 2013